# Vanity Fair (journal)
Pour les articles homonymes, voir Vanity Fair et La Foire aux vanités (homonymie).
Ne pas confondre avec le magazine américain diffusé aux États-Unis depuis 1913 Vanity Fair

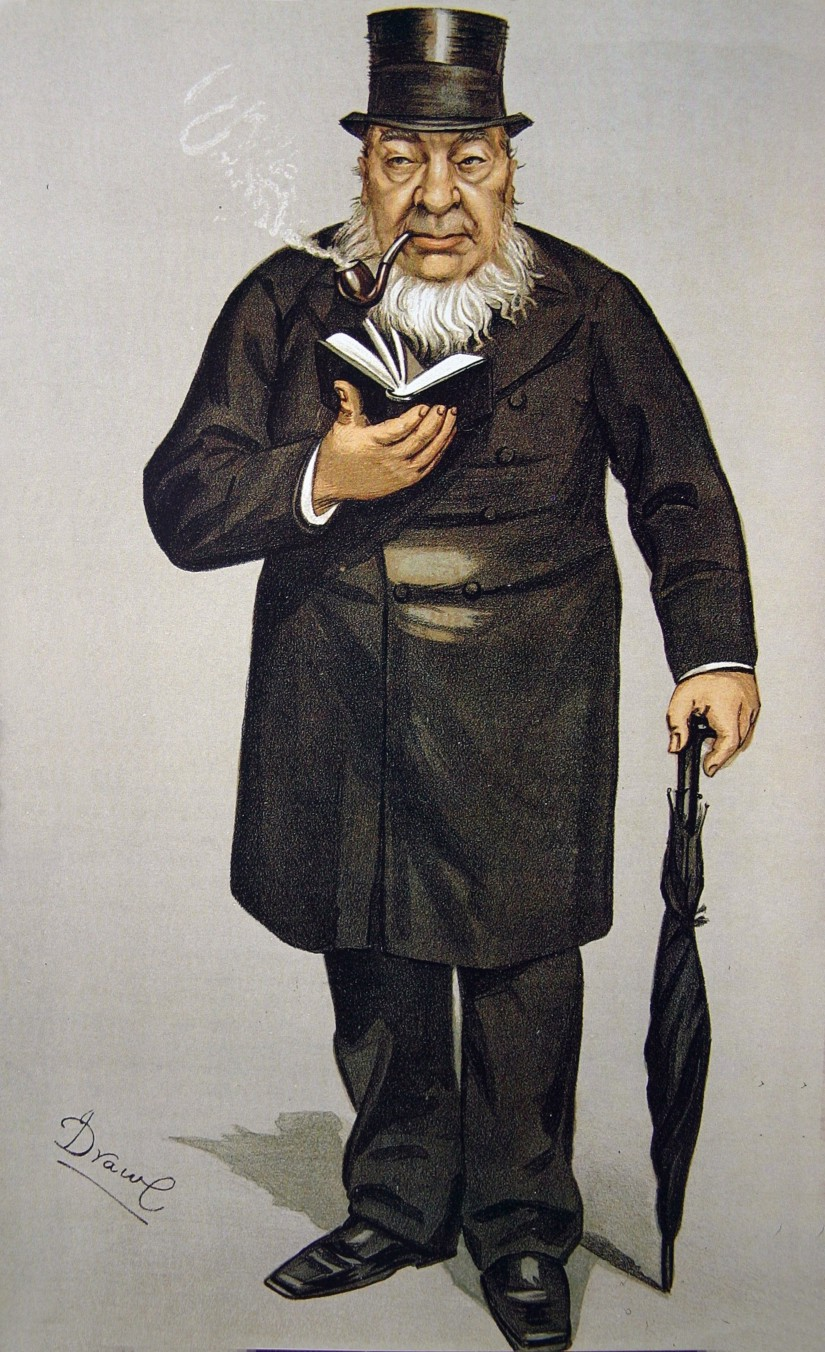
Caricature de Paul Kruger, président de la République sud-africaine du Transvaal de 1883 à 1902, parue en 1899.

Vanity Fair est un journal satirique hebdomadaire britannique qui parut de novembre 1868 à 1914. Créé par Thomas Gibson Bowles, son but était, par le biais de la caricature, de dénoncer les postures et la vanité de certaines personnalités publiques, soit plus de 2 000, à l'époque victorienne.

## Description
Le titre de ce magazine s'inspire du célèbre roman de William Makepeace Thackeray, La Foire aux vanités, publié la première fois en 1846-1847 dans Punch.
La première édition de Vanity Fair paraît à Londres le 7 novembre 1868. Le sous-titre de la publication est A Weekly Show of Political, Social, and Literary Wares — ce que l'on pourrait traduire par : « Un spectacle hebdomadaire des scènes politique, sociale et littéraire ».
L'hebdomadaire publie des articles sur la mode, les évènements courants, le théâtre, les livres, les évènements sociaux et les derniers scandales. On y trouve également des romans-feuilletons et des jeux.
Bowles rédige lui-même la plupart des articles du périodique sous différents pseudonymes, tels que Jehu Junior, mais il aura également recours à d'autres contributeurs, dont Lewis Carroll, William Wilde, P.G. Wodehouse, Jessie Pope et Bertram Fletcher Robinson, éditeur de juin 1904 à novembre 1906.
Le dernier numéro de Vanity Fair paraît le 5 février 1914.

## Caricatures

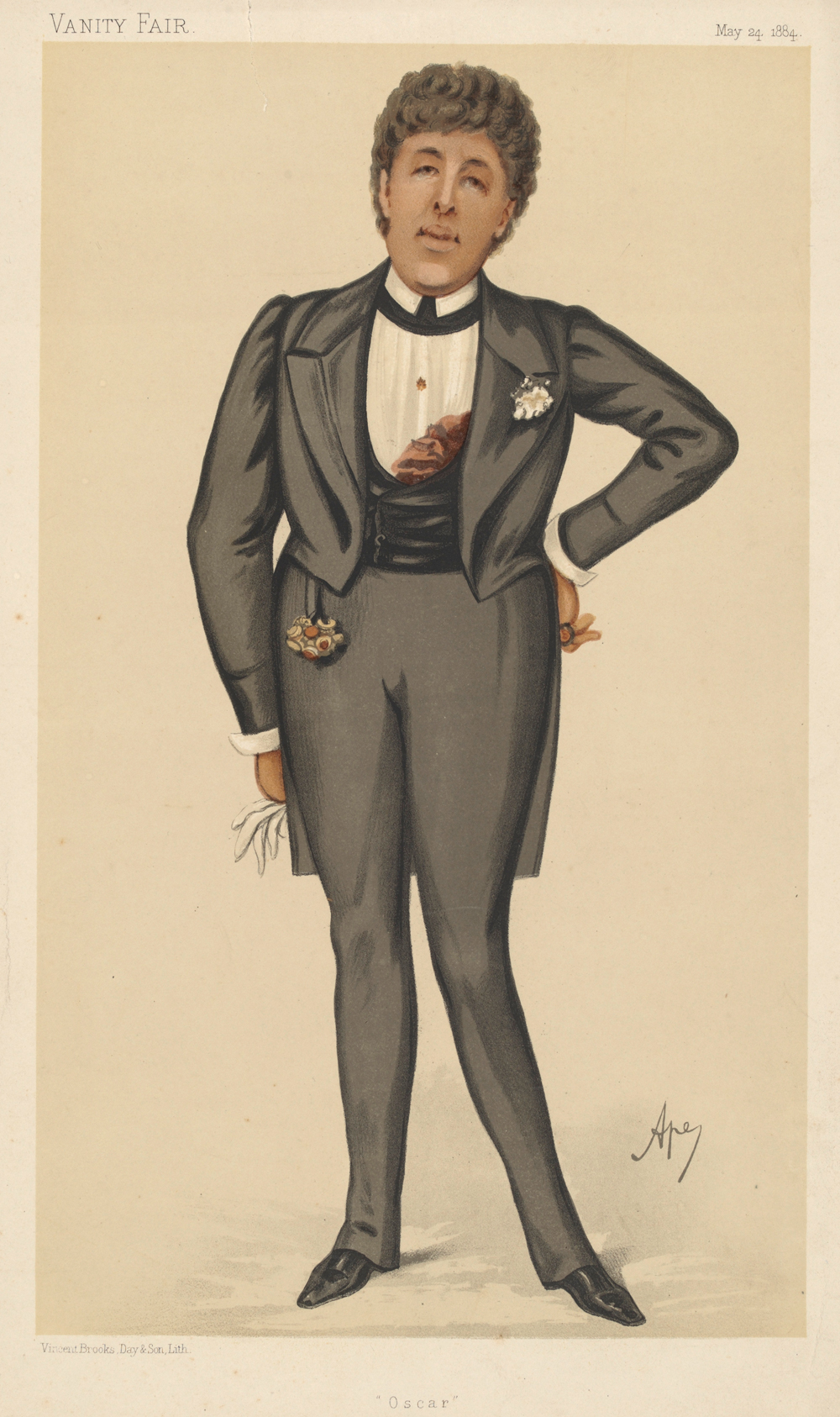
Caricature d'Oscar Wilde parue dans l'édition d'avril 1884.

Chaque numéro contenait une page lithographiée en couleur caricaturant le plus souvent un personnage important du Royaume-Uni, comme un membre de la famille royale, un aristocrate, un écrivain, un artiste, un membre de l'église anglicane, un membre du parlement britannique, un magistrat, un officier supérieur, un professeur d'université ou un sportif.

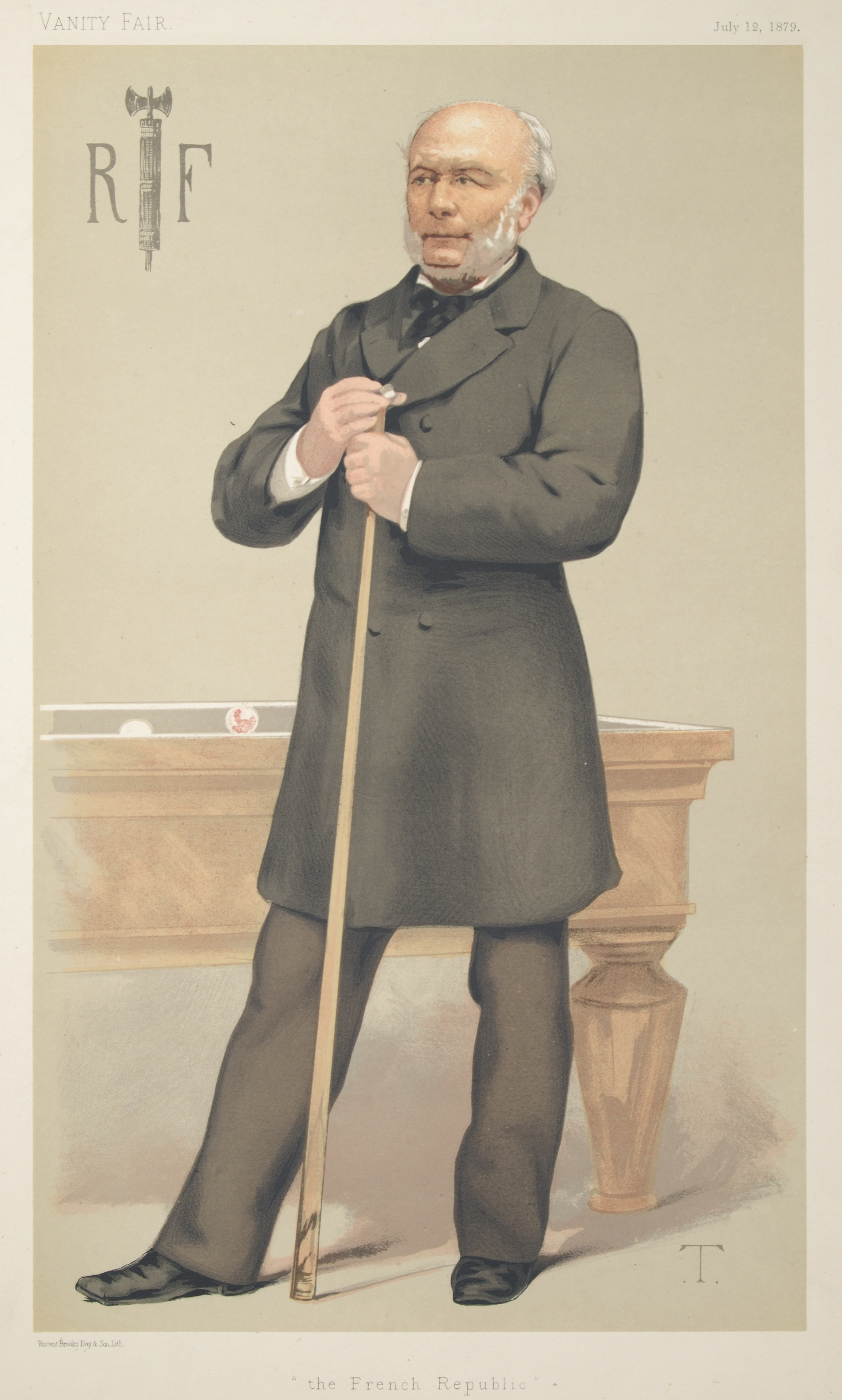
Caricature de Jules Grévy parue dans l'édition du 12 juillet 1879, par Théobald Chartran.

Des étrangers furent aussi caricaturés. Pour la France, il y a notamment Napoléon III, Ferdinand de Lesseps, Henri Rochefort, le général Trochu, Ernest Renan, Sarah Bernhardt, Jules Grévy, Victor Hugo, Émile Zola, Louis Pasteur et le duc d'Aumale.
Le journal faisait appel aux services de caricaturistes de différentes nationalités. Les deux principaux caricaturistes furent Leslie Ward (1851-1922), sous le pseudonyme de « Spy », et l'Italien Carlo Pellegrini (1838-1889), sous les pseudonymes d'« Ape » ou de « Singe ». Contribuèrent également aux caricatures Max Beerbohm, James Tissot, sous le pseudonyme de « Coïdé », Prosper d'Épinay et  Théobald Chartran qui sous la signature de T ou TC réalisa les caricatures du Premier ministre français William Henry Waddington, Charles Gounod, Victor Hugo, Louis Blanc Alexandre Dumas fils, Napoléon Joseph Charles Paul Bonaparte.
Lorsque le journal cessa ses activités, plus de 2 000 caricatures avaient été publiées, formant un tableau de la société victorienne de l'époque.